# Ponte da Arrábida
Die Ponte de Arrábida ist eine Autobahnbrücke über den Douro zwischen Porto und Vila Nova de Gaia, die die Autoestrada A1 und gleichzeitig die  IC23 – Via de Cintura Interna über den Fluss führt, eine 21 km lange Schnellstraße um die Zentren der beiden Städte herum.
Sie ist nach dem angrenzenden Stadtteil von Porto benannt.
Sie ist die letzte Brücke über den Douro vor seiner Mündung in den Atlantik. Die nächste Brücke ist die Ponte Dom Luís I  bei der historischen Altstadt knapp 3 km flussaufwärts.

## Beschreibung
Als die von Edgar Cardoso entworfene Ponte da Arrábida 1963 fertiggestellt wurde, war sie mit 270 m Spannweite die größte Stahlbeton-Bogenbrücke der Welt. Der Fahrbahnträger ist insgesamt 493 m lang und 26,5 m breit. Sie hat eine lichte Höhe von 70 m über dem Wasserspiegel.
Ursprünglich hatte sie zwei durch einen Betonstreifen getrennte Fahrspuren pro Fahrtrichtung und beidseits einen Rad- und einen Gehweg. Fußgänger konnten vom Ufer aus durch Aufzüge in den Türmen neben dem Brückenbogen auf das Brückendeck gelangen. Inzwischen haben die Fahrbahnen drei Spuren pro Fahrtrichtung, dafür sind nur noch schmale Notwege vorhanden. Die Aufzüge gibt es nicht mehr, aber an den Aufzugsmaschinenräumen auf der Brücke sind unverändert die fünf Meter hohen Bronzereliefs von Barata Feyo und Gustavo Bastos zu sehen, die Allegorien über die Gastfreundschaft der Stadt Porto und die Beziehung des Menschen zu den Flussläufen darstellen.

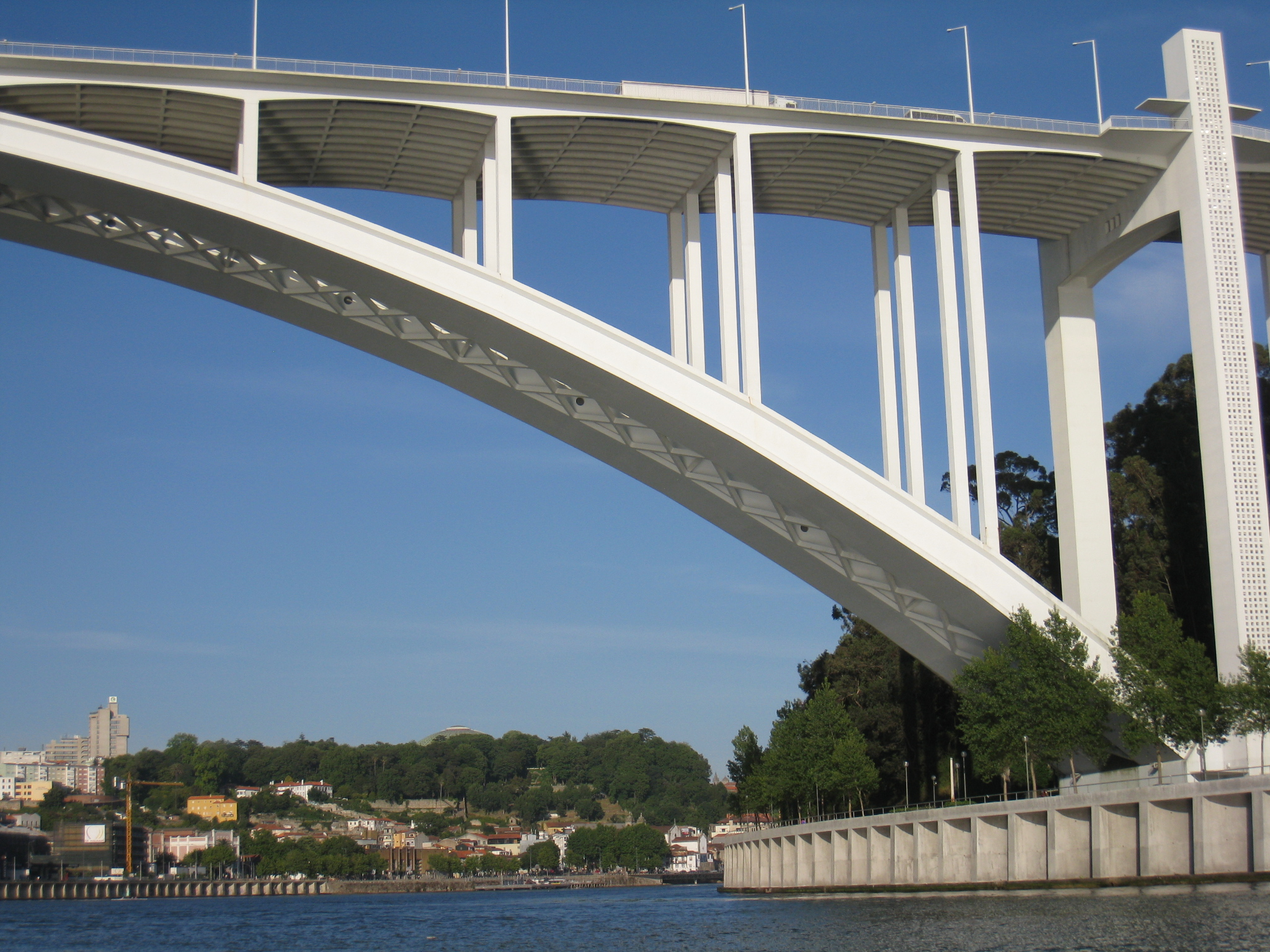

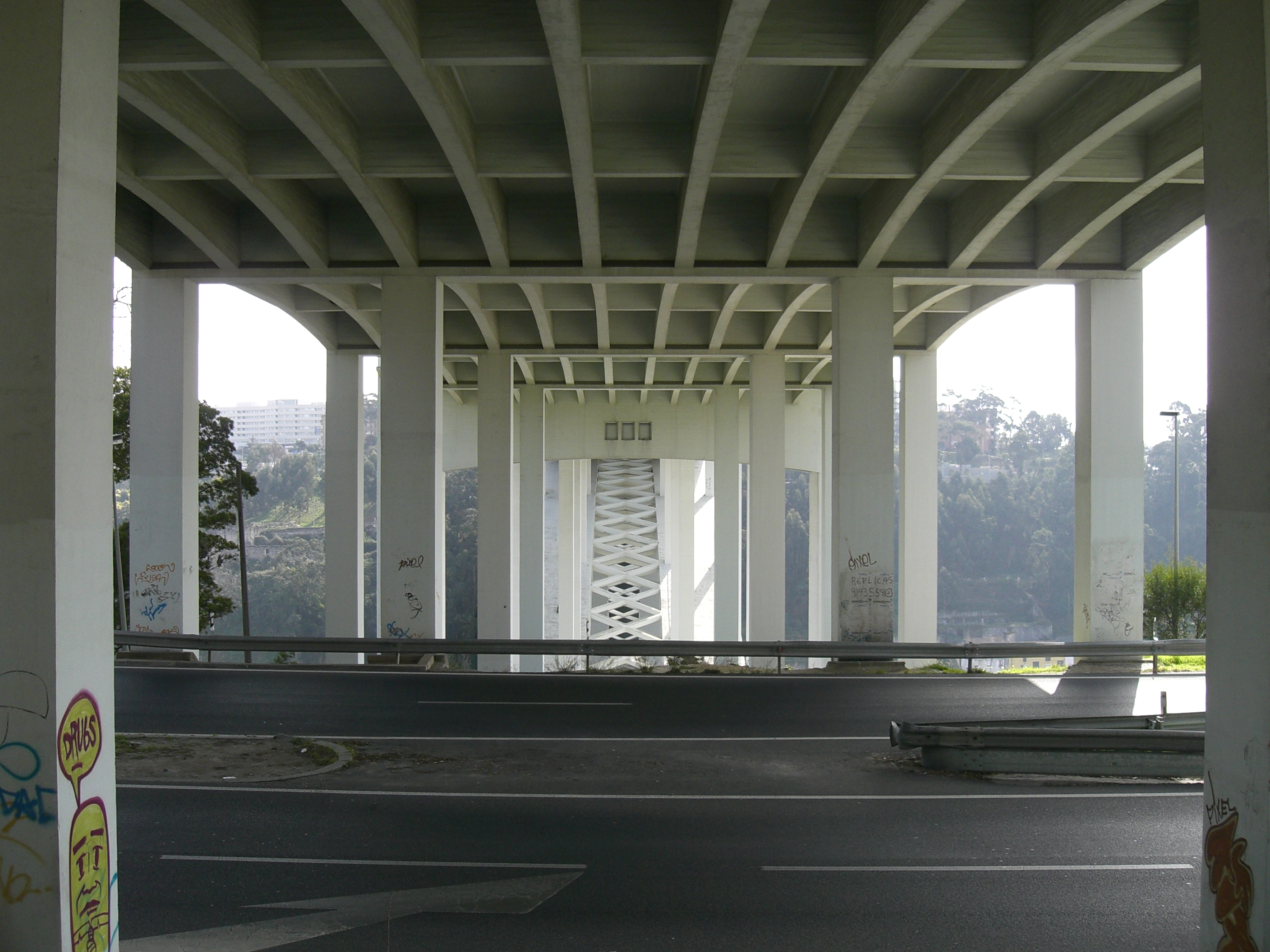

### Technische Einzelheiten
Die Brücke hat zwei große, 8 m breite Bogenrippen aus zweizelligen Stahlbeton-Hohlkästen. Sie sind an den Kämpfern 4,5 m und im Bogenscheitel 3 m hoch. Die Pfeilhöhe beträgt 50 m, was bei einer Spannweite von 270 m einem Pfeilverhältnis von 1:5,4 entspricht. Die Bogenkästen sind an den Ober- und Untergurten durch ein Rautenfachwerk aus Stahlbeton verbunden.
Der Fahrbahnträger wird durch schlanke Stützen im Abstand von 20 m aufgeständert, die auf den beiden Bogenkästen jeweils paarweise angeordnet sind. Der Fahrbahnträger wird über dem Bogen somit von 10 Stützengruppen à 4 Stützen getragen. Die Enden des Bogens werden von zwei 4 m breiten Aufzugstürmen flankiert, die durch einen starken Querriegel miteinander verbunden sind.
Der Fahrbahnträger selbst ist ein 26,5 m breiter Plattenbalken mit 12 Längsträgern, die an den Stützen 1,80 m und zwischen ihnen 1,10 m hoch sind. Zwischen den Stützen sind jeweils zwei Querträger angeordnet.

### Geschichte
Die Ponte da Arrábida wurde zwischen 1957 und 1963 gebaut. Sie war die erste größere Brücke über den Douro, die vollständig von portugiesischen Ingenieuren und Unternehmern geplant und gebaut wurde.
Das stählerne Lehrgerüst für die erste Bogenrippe wurde bis zu den Drittelpunkten im Freivorbau mit Abspannung an den Aufzugtürmen errichtet. Das mittlere Segment wurde eingeschwommen und in einem Stück eingehoben. Für die zweite Bogenrippe wurde das komplette Lehrgerüst querverschoben. Für den Fahrbahnträger wurde ein konventionelles Lehrgerüst auf den Bogenrippen aufgestellt.

### Casa Ponte da Arrábida
Cardoso ließ die Casa Ponte da Arrábida als Baubüro am rechten Ufer des Douros etwas unterhalb der Brücke erstellen (⊙), von dem er einen guten Blick auf das Baugeschehen hatte. Das kleine, architektonisch ansprechende Gebäude wurde inzwischen renoviert und zu einem Restaurant umgewandelt.